# Pseudaoria irregulare
Pseudaoria irregulare es una especie de insecto coleóptero de la familia Chrysomelidae. Fue descrita en 1992 por Tang.